# لويس فريديريك
لويس فريديريك (بالفرنسية: Louis Frédéric)‏ هو مؤرخ الفن فرنسي، ولد في 1923 في باريس في فرنسا، وتوفي في 24 نوفمبر 1996.